# سیارک ۱۰۰۲۵
سیارک ۱۰۰۲۵ (به انگلیسی: 10025 Rauer، نامگذاری:1980FO1) ده هزار و بیست و پنجمین سیارک کشف شده‌است که در ۱۶ مارس ۱۹۸۰ کشف شد.
قدر مطلق سیارک برابر ۱۲٫۶۰ است.